# Horst Wessel

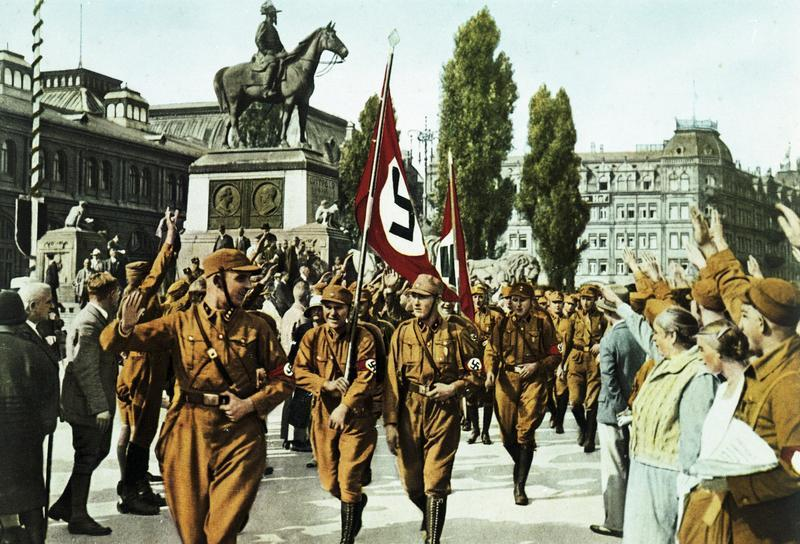
Horst Wessel anför SA-Sturm 5 i Nürnberg år 1929.

Horst Wessel, född 9 oktober 1907 i Bielefeld, död 23 februari 1930 i Berlin, var en tysk nazist och SA-Sturmführer. Han har givit namn åt Horst Wessel-sången, Nationalsocialistiska tyska arbetarepartiets hymn, till vilken han skrev texten.

## Biografi
Horst Wessel var son till den protestantiske prästen Ludwig Wessel (1879–1922) och dennes maka Margarete (född Richter). Wessel studerade vid Königsstädtische Gymnasium, tillsammans med bland andra Sebastian Haffner. Efter avlagd studentexamen inledde Wessel studier i rättsvetenskap, men avbröt dessa efter fyra terminer.
År 1923 blev Wessel medlem av Bismarck-Bund, Tysknationella folkpartiets ungdomsrörelse. Han inträdde 1926 i NSDAP och anslöt sig till Sturmabteilung (SA). Från 1929 ledde han SA-Sturm 5 i Berlin. Året före sin död befordrades han till SA-Sturmführer (motsvarande fänrik). 
Den 14 januari 1930 uppsöktes Wessel i sin lägenhet i Berlin av Albrecht Höhler åtföljd av några andra personer; Höhler var medlem av Roter Frontkämpferbund, det tyska kommunistpartiet KPD:s paramilitära organisation. När Wessel öppnade sin dörr, sköt Höhler honom i huvudet. Wessel fördes till sjukhus, där han den 23 februari avled av sina skador. KPD frånsvor sig all inblandning i mordet. Förklaringen till upprinnelsen av mordet började som en privat konflikt mellan hyresvärden Elisabeth Salm och den före detta prostituerade Erna Jänicke, med vilken Wessel delade lägenheten. Elisabeth Salm ville ha mer i hyra av Wessel efter att hon fått reda på att Wessel hade Jänicke inneboende. Wessel vägrade att betala extrahyran vilket ledde till att Salm informerade KPD om var de kunde finna en meningsmotståndare.
Mordet utnyttjades av nazisternas ledning för att utropa Wessel till nationell martyr och Joseph Goebbels gjorde begravningen till en propagandahändelse. Den sång, benämnd Horst-Wessel-Lied, som Wessel 1929 publicerat i Der Angriff blev partiets officiella marschhymn. 
Horst Wessel är begravd på St.-Marien- und St.-Nikolai-Friedhof I i stadsdelen Prenzlauer Berg i Berlin. Efter andra världskriget har Wessels grav skändats vid flera tillfällen och därför finns bara gravstenen efter fadern Ludwig kvar.